# 앨런 즈웨이벨

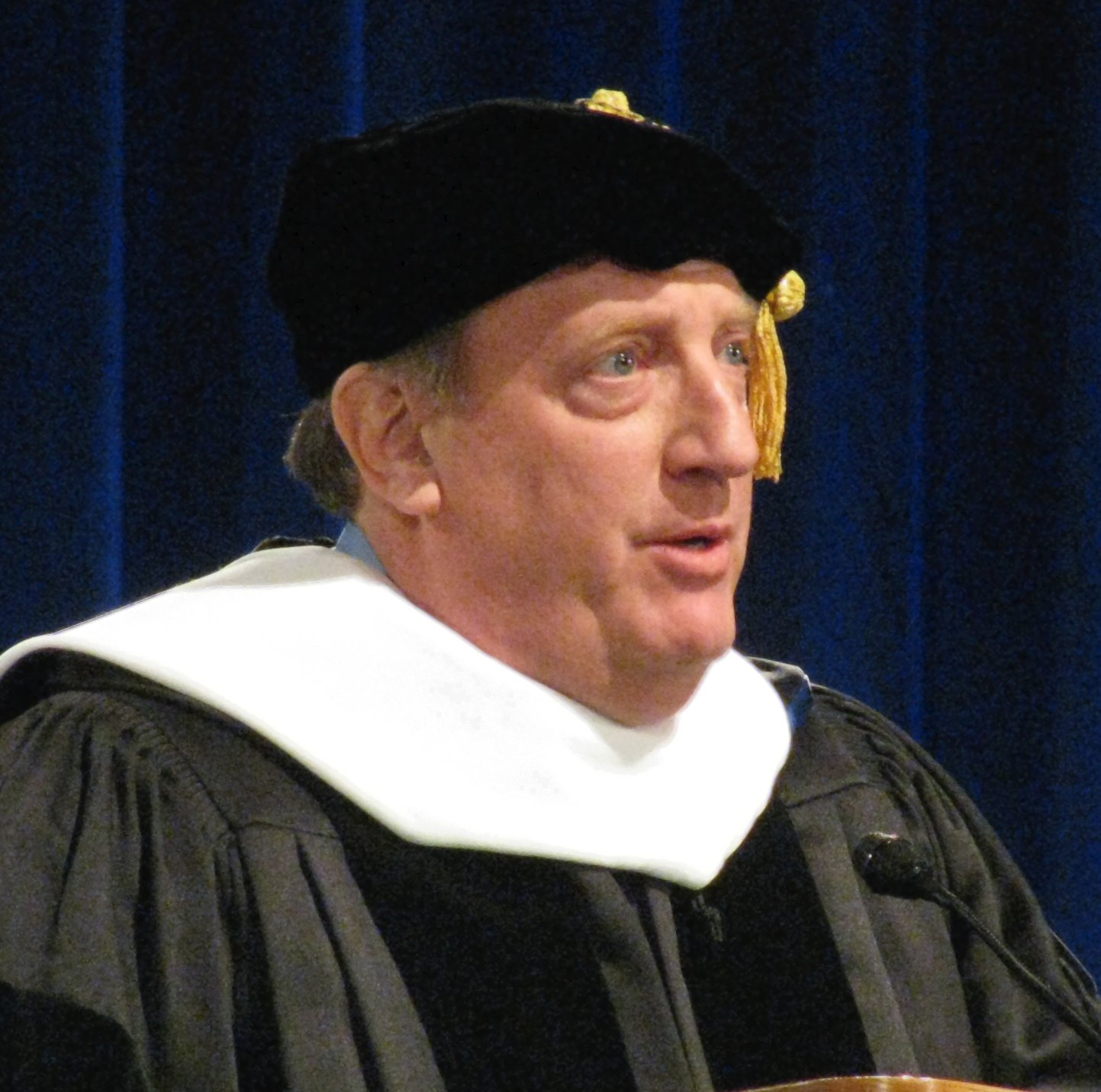

앨런 즈와이벨(Alan Zweibel, 1950년 5월 20일 ~ )은 미국의 영화 감독, 영화 프로듀서, 소설가, 배우, 각본가, 텔레비전 배우이다.
브루클린에서 태어났다.

## 영화
- 스토리 오브 어스 (1999년)
- 노스 (1994년)
- 법과 질서 (1990년)
- 드라그넷 (1987년)
- 길다 리브 (1980년)